# Parafia św. Stanisława w Godzianowie
Parafia Świętego Stanisława, Biskupa i Męczennika w Godzianowie – parafia należąca do dekanatu Skierniewice – św. Jakuba diecezji łowickiej. Erygowana w XIV wieku. Duszpasterstwo w niej prowadzą księża diecezjalni.
Miejscowości należące do parafii: Byczki, Godzianów, Kawęczyn, Płyćwia, Zapady.